# Ribeaucourt, Somme
Ribeaucourt är en kommun i departementet Somme i regionen Hauts-de-France i norra Frankrike. Kommunen ligger i kantonen Domart-en-Ponthieu som tillhör arrondissementet Amiens. År 2022 hade Ribeaucourt 226 invånare.

## Befolkningsutveckling
Antalet invånare i kommunen Ribeaucourt
| Referens: INSEE |